# شکلات
شکلات (به فرانسوی: Chocolat)، به خوراکی‌های ساخته شده از کاکائو گفته می‌شود. این ماده غذایی پرطرفدار و انرژی‌زا، به‌گونه ساده از ترکیب شیر، شکر، کره کاکائو و پودر کاکائو با نسبت‌های گوناگون ساخته می‌شود.

## تاریخچه شکلات

### خاستگاه
کاکائو بومی آمریکای جنوبی، و آمریکای مرکزی است و پنج هزار سال در این منطقه‌ها کشت می‌شده‌است. به‌جامانده‌های شیمیایی که در سفال‌های باستانی یافته شده‌است، نشان می‌دهد که مردم بومی منطقه‌ای که امروز در نزدیکی اکوادور زندگی می‌کنند، کاکائو را به عنوان خوراک، دارو و نوشیدنی به کار می‌گرفتند. یافته‌های باستان‌شناسی نشان‌دهندهٔ کشت و به‌کارگیری خوراکی از این مایه در هندوراس، نزدیک به ۱۱۰۰ سال پیش از میلاد مسیح است. شکلات در آمریکای مرکزی، نوعی کالای لوکس انگاشته می‌شد و دانه‌های کاکائو هم به عنوان پول به‌کار می‌گرفتند. در گذشته شکلات بیشتر در نوشیدنی‌های شکلاتی کاربرد داشته‌است.

### اروپا
کریستف کلمب و پسرش فردیناند کلمب نخستین اروپایی‌هایی بودند که در چهارمین نورد خود در ۱۵ اوت ۱۵۰۲ با کاکائو آشنا شدند. آن‌ها قایقی را پیدا کردند که دانه کاکائو بخشی از بار آن بود. شاید کنکیستادور ارنان کورتس نخستین اروپایی بود که با شکلات آشنا شد. او در یادمان‌های خود می‌نویسد که خوردن چهل جام شکلات، بخشی از شام موکتزومای دوم بود. نوشته‌های خوزه د آکوستا مبلغ مذهبی انجمن عیسی در پرو و مکزیک در سده ۱۶ نقش به سزایی در گسترش به کار گرفتن اروپاییان از شکلات داشتند. فاتحان اسپانیایی، کاکائو را برای نشان دادن به پادشاه و ملکه امپراتوری اسپانیا از آمریکا به اروپا بردند و آن را بسیار زود بخشی از خوراک مردم اروپا ساختند. آن زمان از شکلات تنها در نوشیدنی‌ها به کار گرفته می‌شد هرچند اندازه ای شکر به نوشیدنی می‌افزودند تا تلخی آن گرفته شود. تا سده ۱۷ شکلات در اروپا، مایه خوراکی گران و ارزشمندی بود. 

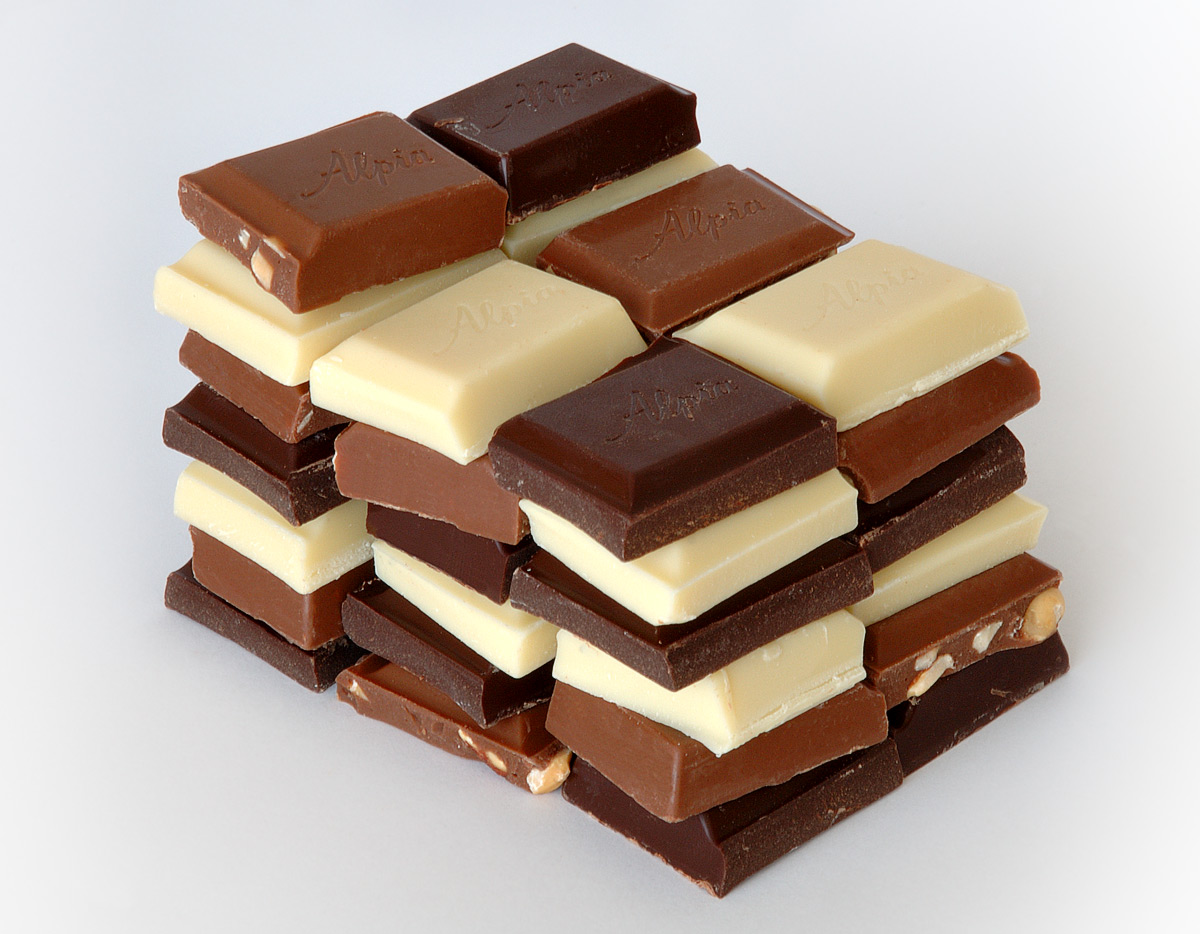
شکلات با درصدهای گوناگون (تا ۹۰درصد)

### توسعه
والتر چارج من نخستین کسی بود که در ۱۷۲۹ امتیاز ساخت شکلات را دریافت کرد. در سال ۱۸۲۸ هلندی‌ها روشی اختراع کردند که با آن، چربی دانه‌های کاکائو را می‌گرفتند و از آن، کره کاکائو می‌ساختند. از به جامانده دانه کاکائو هم پودر کاکائو تهیه می‌نمودند. همچنین با روش دیگری، شکلات را قلیایی نموده و بدین گونه، مزه تلخ آن را از میان می‌بردند. از آن زمان بود که شکلات‌ها به شیوه امروزی ساخته شد. گفته شده‌است که ژوزف فرای، نخستین کسی بود که در ۱۸۴۷ شکلات‌های امروزی را عرضه نمود که به آسودگی قابل خوردن باشند. در ۱۸۴۹ جان کدبری نخستین آبنبات شکلاتی را ساخت. در سال ۱۸۷۴ نخستین شکلات شیری اختراع شد.

### امروز
با پیشرفت‌هایی که در صنعت شکلات انجام شد محبوبیت فراگیر شکلات، مدیون جنگ جهانی اول است. در هنگام این جنگ، این مایه خوراکی به عنوان جیره خوراکی سربازان به کار گرفته شد و سربازان پس از بازگشت از جنگ، بهترین مُبَلِغِ آن بودند. بدین گونه تا سال ۱۹۳۰ حدود چهل هزار گونه شکلات گوناگون تولید شد.

### موزه
آلمان، بلژیک، کره جنوبی، مکزیک (موزه نستله) و کانادا «موزه شکلات» دارند.

## روز جهانی شکلات
روز جهانی شکلات هر سال در روز ۷ ژوئیه در سراسر جهان جشن گرفته می‌شود. گفته می‌شود نخستین بار در سال ۱۵۵۰ در چنین روزی، شکلات در اروپا به جهان معرفی شد و به همین جهت به عنوان «روز جهانی شکلات» شناخته می‌شود. با اینکه هفتم ژوئیه، روز شناخته شده‌تری در سرتاسر جهان است، اما در ایالات متحده آمریکا این جشن را روز ۱۳ برگزار می‌کنند.

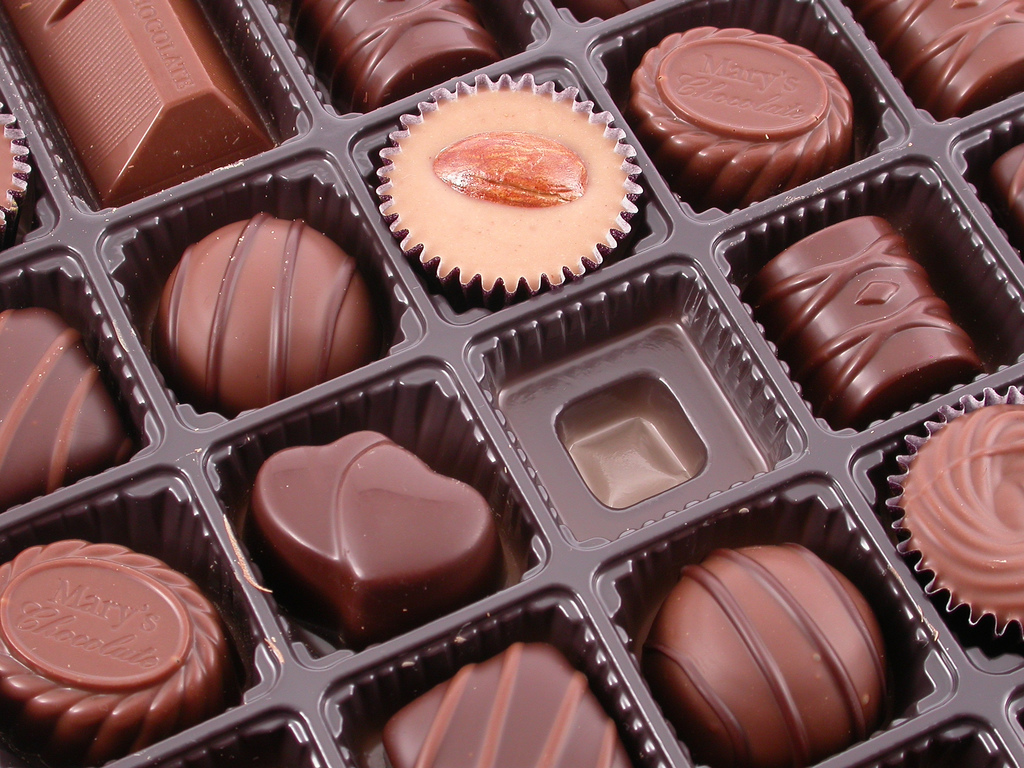
شکلات مهمانی

## گونه‌ها

### بر پایه درصد
شکلات‌ها بیشتر با شیر ترکیب می‌شوند. هراندازه که اندازه شکلات بکارگرفته شده بیشتر باشد شکلات سیاه‌تر و تلخ‌تر می‌شود. شکلات‌ها از ۱۰٪ (شکلات سپید) تا ۹۹٪ (شکلات تلخ) درجه‌بندی می‌شوند. گاهی اسانس نعنا، پرتقال، موز، توت‌فرنگی و مانند آن‌ها را برای مزه‌دادن به شکلات افزوده می‌شوند.

### بر پایه افزودنی‌ها
در شکلات‌های تخته‌ای از مغز میوه‌هایی چون مغز گردو، فندق، بادام زمینی و مانند آن‌ها به کار گرفته می‌شود. گاهی عسل، کارامل، مربا، کشمش یا شراب هم در ساخته شکلات به کار می‌رود.
یکی از افزودنی‌های نامطلوب که مایه کاهش ارزش شکلات می‌شود، موم پارافین است. شکلات‌های دارای این افزودنی در دمای بدن انسان به تندی آب نمی‌شوند و از این روش قابل شناسایی هستند.

### بر پایه شرکت سازنده
شکلات مارس: این شکلات دردهه ۱۹۲۰ در مینه‌سوتا به‌دست فرانکلین کلارنس مارس ساخته شد. نام پیشین آن «شکلات میلکی وی» بود. بسته‌بندی امروزی آن به ۱۹۳۲ شعبه انگلستان بازمی‌گردد، بود و به‌دست فارست مارس پسر فرانک هدایت می‌شد.
اسمارتیز: گوناگونی رنگ و شکل بسته‌بندی قرص مانند اسمارتیز آن مایه جهانی شدن آن شد.
کیت کت: کیت کت را شرکت نستله در ۱۹۱۱ تولید کرد. اما بادام زمینی در ۱۹۲۳ افزوده شد.
اسنیکرز و توئیکس: اسنیکرز یکی از تولیدهای جانبی مارس اینکورپوریتد است که در سال ۱۹۳۰ (میلادی) به بازار آمد. این شکلات به دلیل انرژی بسیار، بسیار زود جهانی شد. امروزه فروش سالیانه این شکلات نزدیک به ۲ میلیارد دلار آمریکا است. توئیکس فراورده دیگری از مارس اینکورپوریتد است که در ۱۹۷۹ عرضه شد.
توبلرون: تئودور توبلرون (۱۸۷۶–۱۹۴۱) شکلات توبلرون را در ۱۹۰۸ در سوئیس ساخت. گفته می‌شود شکل کوه‌های آلپ الهام‌بخش مثلث مانند ساختن توبلرون شده‌اند؛ هرچند، خوردن شکلات مثلث‌مانند آسان نیست.

## ویژگی‌ها
گونه سیاه شناخته شده به نام شکلات تلخ آن هم به دلیل وجود آنتی‌اکسیدان جلوی تولید رادیکال‌های آزاد را می‌گیرد پس مفیدتر است. همچنین خوردن این مایه به آسودگی از پوکی استخوان پیشگیری کرده و سرعت پیشرفت آن را کاهش می‌دهد. خوردن شکلات برای سگ، گربه و اسب زیان‌آور است و همچون سم در بدن آن‌ها کار می‌کند.
|                                                                             |  |  |
| دامینوستین با پوشش شیر و شکلات (راست) دامینوستین با پوشش شکلات تلخ اصل (چپ) |  |  |

### پیشنهاد
- شکلات تلخ برای تندرستی مفید است. خوردن روزانه کمی شکلات تلخ در تندرست نگاه داشتن قلب و کاهش کلسترول بدن یاری می‌رساند.[۹]
- شکلات تلخ نیز منبع خوبی از انرژی است و به دلیل آن به آرامی گسترش می‌یابد و خون و اندازه انسولین را افزایش نمی‌دهد. (در واقع، شاخص قند خون شکلات تلخ در تنها ۲۲ تخمین زده شده‌است) پس شکلات انرژی پایدار را فراهم می‌کند که برای کنش‌های پایداری و پدافند و نیز دوره‌های آموزشی با وزنه، خوب است.
- پیدایش لکه‌های سپید یا چربی «شکوفه شکلات» به دلیل جدایی بخشی از چربی موجود در شکلات است و خوردن آن اشکالی ندارد.
- کوشیده شود تا جای شدنی شکلات شیری خورده نشود. چون شکلات شیری ویژگی‌های مفیدی برای بدن انسان ندارد و مایه افزایش وزن، فشار خون، و مانند آن‌ها می‌شود.[۱۰]

## در ایران
قدیمی‌ترین کارخانه شکلات سازی در ایران را شاید بتوان به کاظم کوزه‌کنانی منتسب کرد. کارخانهٔ شکلات‌سازی «گلزار» را وی در سال ۱۳۱۱ خورشیدی در مشهد تأسیس کرد. کارخانه در سال ۱۳۱۳ خورشیدی حدود ۵۰ مَن شکلات تولید می‌کرد.
نخستین کارخانه شکلات‌سازی در تبریز در سال ۱۳۲۴ به‌دست دو برادر راه‌اندازی شد. فراورده این کارخانه تا دورانی تنها آب‌نبات و تافی برای بچه‌ها بود؛ که پستر به نام «داداش برادر» شناخته شد.
نزدیک به هزار واحد صنعتی با ظرفیت تولید سالانه نزدیک به ده میلیون تن شیرینی و شکلات در ایران فعالیت دارند؛ ولی حجم تولید آن‌ها نزدیک ۵۰ درصد ظرفیت آن‌هاست و نزدیک ۲۰ درصد از آنچه تولید می‌کنند به خارج صادر می‌شود. صادرات شکلات ایرانی در دهه ۱۳۸۰ (خورشیدی) افزایش چشم‌گیری داشته‌است.

## طرز تهیه و ساخت
- شیر خشک، ۲قاشق
- نشاسته نرم، ۲قاشق
- پودر کاکائو، ۱قاشق پُر
- شیر، ۳ قاشق
- کره آب شده، ۳قاشق
- مغز فندق پودر شده، ۳قاشق
- وانیل، {\displaystyle {\frac {1}{2}}} قاشق

تمام مواد را در ظرف ریخته و خوب بیامیزید سپس با دست ورز دهید تا خمیر سفتی به دست آید. اگر بیش از اندازه سفت شد، کمی شیر یا کره آب شده به آن بیفزایید و خمیر را بر روی کاغذ گذاشته و با وردنه آن را پهن کنید. کلفتی آن باید به اندازه ۱ سانتی‌متر باشد، ۱ سانتی‌متر با کارد آنها را به شکل لوزی یا شکل‌های گوناگون برش داده و در دوری بچینید و به درازنای یک ساعت داخل یخچال بگذارید.